# Holigost
Le Holigost (Holly Ghost, Saint-Esprit) était l'un des vaisseaux amiraux de la flotte du roi d'Angleterre Henri V au XVe siècle. Il mesurait plus de 30 mètres de longueur et a été en opération de 1416 à 1420. Des restes de son épave enfouis dans la boue ont été découverts en 2015 au fond de la rivière Hamble (en) près de Southampton,,, à proximité de l'épave du Grace Dieu, le navire amiral d'Henri V.